# Khénifra (provincie)
Khénifra is een provincie in de Marokkaanse regio Meknès-Tafilalet.
In 2004 telde Khénifra 511.538 inwoners op een oppervlakte van 1232 km².

## Bestuurlijke indeling
De provincie is bestuurlijk als volgt ingedeeld:
| Naam                  | Geografische code | Type                | Huishoudens | Inwoners (2004) | Buitenlanders | Marokkanen | Opmerkingen                                                                                             |
| --------------------- | ----------------- | ------------------- | ----------- | --------------- | ------------- | ---------- | --- |
| Khenifra              | 301.01.01.        | Gemeente            | 16495       | 72672           | 53            | 72619      | |
| Midelt                | 301.01.03.        | Gemeente            | 9549        | 44781           | 30            | 44751      | [ 2 ]                                                                                                   |
| M'Rirt                | 301.01.05.        | Gemeente            | 8092        | 35196           | 8             | 35188      | |
| Aït Ishaq             | 301.03.01.        | Landelijke gemeente | 4287        | 19624           | 4             | 19620      | 11806 inwoners woonde in het centrum, genaamd Aït Ishaq; 7818 inwoners woonde op het platteland.        |
| Ait Saadelli          | 301.03.03.        | Landelijke gemeente | 486         | 2621            | 0             | 2621       | |
| El Kbab               | 301.03.05.        | Landelijke gemeente | 3457        | 16719           | 3             | 16716      | 8541 inwoners woonde in het centrum, genaamd El Kbab; 8178 inwoners woonde op het platteland.           |
| Kerrouchen            | 301.03.07.        | Landelijke gemeente | 1482        | 7598            | 0             | 7598       | 1967 inwoners woonde in het centrum, genaamd Kerrouchen; 5631 inwoners woonde op het platteland.        |
| Ouaoumana             | 301.03.09.        | Landelijke gemeente | 1647        | 7846            | 1             | 7845       | |
| Sidi Yahya Ou Saad    | 301.03.11.        | Landelijke gemeente | 1662        | 8559            | 0             | 8559       | |
| Tighassaline          | 301.03.13.        | Landelijke gemeente | 3098        | 14076           | 1             | 14075      | 7336 inwoners woonde in het centrum, genaamd Tighassaline; 6740 inwoners woonde op het platteland.      |
| Aguelmam Azegza       | 301.05.01.        | Landelijke gemeente | 1585        | 8817            | 0             | 8817       | |
| Aguelmous             | 301.05.03.        | Landelijke gemeente | 7082        | 35849           | 4             | 35845      | 11390 inwoners woonde in het centrum, genaamd Aguelmous; 24459 inwoners woonde op het platteland.       |
| El Borj               | 301.05.05.        | Landelijke gemeente | 920         | 4985            | 0             | 4985       | |
| El Hammam             | 301.05.07.        | Landelijke gemeente | 2887        | 15438           | 1             | 15437      | 2217 inwoners woonde in het centrum, genaamd Tighza; 13221 inwoners woonde op het platteland.           |
| Had Bouhssoussen      | 301.05.09.        | Landelijke gemeente | 1422        | 7281            | 0             | 7281       | 2421 inwoners woonde in het centrum, genaamd Had Bouhssoussen; 4860 inwoners woonde op het platteland.  |
| Lehri                 | 301.05.11.        | Landelijke gemeente | 1641        | 9424            | 0             | 9424       | |
| Moha Ou Hammou Zayani | 301.05.13.        | Landelijke gemeente | 8671        | 39661           | 4             | 39657      | 28933 inwoners woonde in het centrum, genaamd Amalou Ighriben; 10728 inwoners woonde op het platteland. |
| Moulay Bouazza        | 301.05.15.        | Landelijke gemeente | 1968        | 9328            | 0             | 9328       | 5241 inwoners woonde in het centrum, genaamd Moulay Bouazza; 4087 inwoners woonde op het platteland.    |
| Oum Rabia             | 301.05.17.        | Landelijke gemeente | 2033        | 11314           | 2             | 11312      | |
| Sebt Ait Rahou        | 301.05.19.        | Landelijke gemeente | 1896        | 10209           | 1             | 10208      | |
| idi Amar              | 301.05.21.        | Landelijke gemeente | 521         | 2762            | 0             | 2762       | |
| Sidi Hcine            | 301.05.23.        | Landelijke gemeente | 597         | 3614            | 0             | 3614       | |
| Sidi Lamine           | 301.05.25.        | Landelijke gemeente | 3134        | 16340           | 0             | 16340      | 5089 inwoners woonde in het centrum, genaamd Kehf Nsour; 11251 inwoners woonde op het platteland.       |
| Aghbalou              | 301.07.01.        | Landelijke gemeente | 1584        | 8292            | 0             | 8292       | 1703 inwoners woonde in het centrum, genaamd Aghbalou; 6589 inwoners woonde op het platteland.          |
| Agoudim               | 301.07.03.        | Landelijke gemeente | 714         | 4431            | 0             | 4431       | [ 2 ]                                                                                                   |
| Ait Ayach             | 301.07.05.        | Landelijke gemeente | 1877        | 11260           | 0             | 11260      | [ 2 ]                                                                                                   |
| Ait Ben Yacoub        | 301.07.07.        | Landelijke gemeente | 810         | 4310            | 0             | 4310       | [ 2 ]                                                                                                   |
| Ait Izdeg             | 301.07.09.        | Landelijke gemeente | 1503        | 8431            | 24            | 8407       | [ 2 ]                                                                                                   |
| Amersid               | 301.07.11.        | Landelijke gemeente | 1117        | 6183            | 0             | 6183       | [ 2 ]                                                                                                   |
| Anemzi                | 301.07.13.        | Landelijke gemeente | 760         | 4313            | 0             | 4313       | [ 2 ]                                                                                                   |
| Boumia                | 301.07.15.        | Landelijke gemeente | 3494        | 15204           | 2             | 15202      | 12444 inwoners woonde in het centrum, genaamd Boumia; 2760 inwoners woonde op het platteland.           |
| Itzer                 | 301.07.17.        | Landelijke gemeente | 2354        | 10719           | 0             | 10719      | 5947 inwoners woonde in het centrum, genaamd Itzer; 4772 inwoners woonde op het platteland.             |
| Mibladen              | 301.07.19.        | Landelijke gemeente | 573         | 3087            | 1             | 3086       | [ 2 ]                                                                                                   |
| Sidi Yahya Ou Youssef | 301.07.21.        | Landelijke gemeente | 461         | 2538            | 0             | 2538       | [ 2 ]                                                                                                   |
| Tanourdi              | 301.07.23.        | Landelijke gemeente | 416         | 2777            | 0             | 2777       | [ 2 ]                                                                                                   |
| Tizi N'Ghachou        | 301.07.25.        | Landelijke gemeente | 508         | 3053            | 0             | 3053       | [ 2 ]                                                                                                   |
| Tounfit               | 301.07.27.        | Landelijke gemeente | 2462        | 12306           | 0             | 12306      | 7278 inwoners woonde in het centrum, genaamd Tounfit; 5028 inwoners woonde op het platteland.           |
| Zaida                 | 301.07.29.        | Landelijke gemeente | 2062        | 9920            | 0             | 9920       | 4968 inwoners woonde in het centrum, genaamd Zaida; 4952 inwoners woonde op het platteland.             |

Ben Slimane · Khouribga · Settat · El Jadida · Safi · Boulmane · Fez · Moulay Yacoub · Sefrou · Kénitra · Sidi Kacem · Casablanca · Médiouna · Mohammedia · Nouaceur · Assa-Zag · Guelmim · Tan-Tan · Tata · Boujdour · Es-Semara · Lâayoune · Al Haouz · Chichaoua · Essaouira · Kelâat Es-Sraghna · Marrakech · Al Ismaïlia · El Hajeb · Errachidia · Ifrane · Khénifra · Meknès · Berkane · Figuig · Jerada · Driouch · Nador · Oujda-Angad · Taourirt · Aousserd · Oued ed Dahab · Khémisset · Rabat · Salé · Skhirat-Témara · Agadir-Ida-Ou-Tanane · Inezgane-Aït Melloul · Chtouka-Aït Baha · Ouarzazate · Taroudant · Tiznit · Zagora · Azilal · Béni-Mellal · Chefchaouen · Fahs-Bni Mkada · Larache · Tanger-Asilah · Tétouan · Al Hoceima · Taounate · Taza